# رابرت کرای
رابرت کرای (انگلیسی: Robert Cray؛ زادهٔ ۱ اوت ۱۹۵۳
columbus، georgia
ایالات متحده آمریکا) یک موسیقی‌دان اهل ایالات متحده آمریکا است.